# Stora Småtjärnet, Dalsland
Stora Småtjärnet är en sjö i Dals-Eds kommun i Dalsland och ingår i Göta älvs huvudavrinningsområde.